# Rikard Askstedt
Sven Rikard Askstedt, tidigare Nilsson och Lernefur, född 2 oktober 1964 i Kristianstads Heliga Trefaldighets församling i Kristianstads län, är en svensk militär.

## Biografi
Rikard Askstedt avlade marinofficersexamen vid Marinens Officershögskola (MOHS) i Karlskrona 1986 och utnämndes samma år till officer i Kustartilleriet, varefter han befordrades till major 1996. I slutet av 1990-talet tjänstgjorde han vid Vaxholms kustartilleriregemente och första kustartilleribrigaden. Efter att ha befordrats till överstelöjtnant var han verksam vid Högkvarteret: som chef för Inriktningsplaneringsavdelningen i Utvecklings- och inriktningsstaben från 2006, som stabschef i Ekonomistaben från 2008 och som ställföreträdande chef för Planerings- och ekonomiavdelningen i Ledningsavdelningen från 2009 eller 2010, då han också befordrades till överste. Han var chef för Militärhögskolan Karlberg 2014–2016[källa behövs] och chef för avdelningen GEN i Produktionsledningen i Högkvarteret från och med den 2 juni 2016 till och med den 30 september 2016, varefter han befordrades till brigadgeneral den 1 oktober 2016 och var planeringschef och ställföreträdande chef för Planerings- och ekonomiavdelningen i Ledningsstaben i Högkvarteret från och med den 1 oktober 2016 till och med den 13 januari 2022.[källa behövs] Askstedt är militärsakkunnig i Försvarsdepartementet sedan den 14 januari 2022.
Rikard Askstedt invaldes som ledamot av Kungliga Örlogsmannasällskapet 2007.